# Thrixspermum gracilicaule
Thrixspermum gracilicaule är en orkidéart som beskrevs av Rudolf Schlechter. Thrixspermum gracilicaule ingår i släktet Thrixspermum och familjen orkidéer. Inga underarter finns listade i Catalogue of Life.